# Cheilanthes leucopoda
Cheilanthes leucopoda är en kantbräkenväxtart som beskrevs av Link. Cheilanthes leucopoda ingår i släktet Cheilanthes och familjen Pteridaceae. Inga underarter finns listade.